# Arthur Batut
Arthur Batut (Castres, 9 februari 1846 - Labruguière, 19 januari 1918 ) was een Frans fotograaf, pionier van de luchtfotografie.
Batut was een autodidact die zich interesseerde in geschiedenis, archeologie en fotografie.  
Geïnspireerd door Francis Galton, maakte Batut compositiefoto's door meervoudige herbelichting vanaf afzonderlijke portretopnames, om zo een typefoto's van een familie of volk te creëren. In 1887 publiceerde hij hierover een boek. 
In 1888 was hij vermoedelijk de eerste die erin slaagde luchtfoto's vanaf een vlieger te maken. Hiervoor bevestigde hij een fotocamera en een barometer onder een vlieger. De camera werd in werking gesteld door middel van een lont, waarbij tegelijk een opname van de wijzers van de barometer op fotopapier werd gemaakt. Zo kon berekend worden op welke hoogte de foto was genomen. In zijn in 1890 verschenen boek: La photographie aérienne per cerf-volant is zijn bekendste foto opgenomen, de in 1889 gemaakte opname van Labruguière, het dorp waar hij de grootste tijd van zijn leven woonde. 

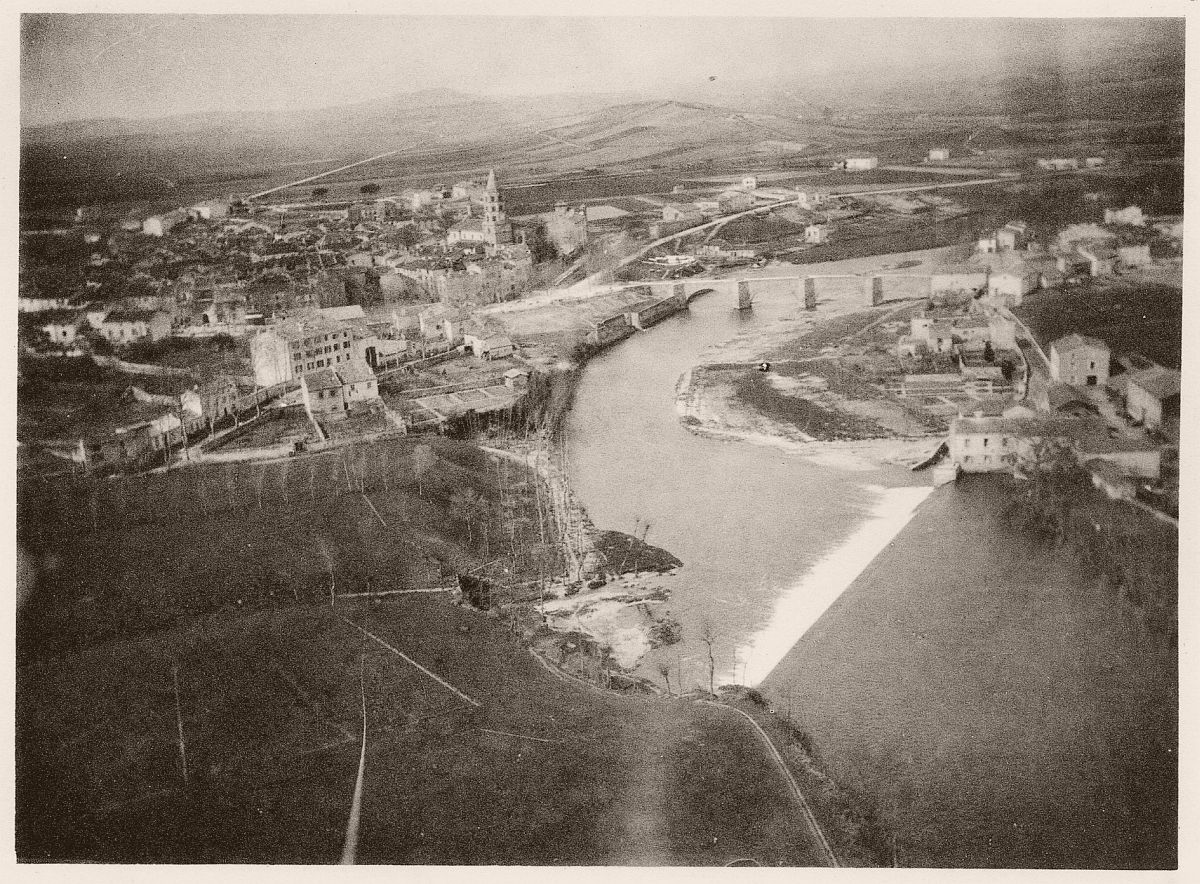
Labruguière, 1889

De eerste luchtfoto's waren reeds in 1858 door Nadar gemaakt, maar voor militaire doeleinden was een onbemande vlieger interessanter.
In 1907 maakte Arthur Batut de eerste stereoscopische luchtfoto. Hij verbeterde de resultaten door op grotere hoogte te gaan werken en ging daarbij tot 477 meter.
- Biblioteca Nacional de España: XX1541533
- Bibliothèque nationale de France: cb12124927h (data)
- Gemeinsame Normdatei: 121718255
- International Standard Name Identifier: 0000 0000 2705 8297
- Library of Congress Control Number: n86828802
- PIC: 323320
- RKD-Nederlands Instituut voor Kunstgeschiedenis: 376357
- Système universitaire de documentation: 059087110
- Virtual International Authority File: 49258658
- WorldCat: E39PBJdCv6vvQWpPG44mBqPYT3